# Airiston Helmi
Airiston Helmi är ett företag som verkar inom rese- och inkvarteringsbranschen i Finland. Företaget har köpt tomter på olika håll i Finland, bland dem ett stort antal öar i Åbolands skärgård. 
I september år 2018 gjorde Centralkriminalpolisen ett jättetillslag mot Airiston Helmis egendom på ön Säckilot i Åbolands skärgård och grep en rysk affärsman med kopplingar till bolaget. Över 400 personer från sjöbevakningen, gränsbevakningsväsendet, skattemyndigheterna och försvaret deltog i tillslaget. I husrannsakningarna hittades 3 miljoner euro i kontanter. 
Polisen misstänker att Airiston Helmi bedrivit penningtvätt för flera miljoner.  Enligt bokslutet år 2018 hade företaget immateriell egendom värd 4,4 miljoner euro samt främmande kapital värt 10,3 miljoner euro. Företagets eget kapital låg 5,9 miljoner på minus. Airiston Helmi försattes i likvidation i juli 2019 och egendomen gick till försäljning. 